# Orlando Mosquera
Orlando Mosquera (San Miguelito; 25 de diciembre de 1994), también conocido como Kuty Mosquera, es un futbolista panameño que juega como portero en el Al-Fayha FC de la Liga Profesional Saudí y en la selección nacional de Panamá. Además de Panamá, ha jugado en Venezuela, Bolivia y Turquía.

## Trayectoria

### Sporting SM
Se formó en las categorías inferiores del Sporting SM y debutó profesionalmente en la Primera División de Panamá el 18 de febrero de 2013 en la derrota 0 a 2 contra el Rio Abajo FC en el Estadio Luis Ernesto Cascarita Tapia en donde fue titular y jugó todo el partido. Fue campeón del LPF Clausura 2013 donde jugó un partido y encajó dos goles; en la final, a la que no fue convocado, vencieron al San Francisco FC (4 a 1) en el Estadio Rommel Fernández. En la LPF Apertura 2013 estuvo en la banca ocho partidos. En la Liga de Campeones de la Concacaf 2013-14 (eliminados en la fase de grupos) estuvo en la banca un partido. En la LPF Clausura 2014 estuvo un partido en la banca. Quedó subcampeón de la LPF Apertura 2014 en la que jugó 14 partidos y le encajaron 19 goles; perdió la final 1 a 0 conta el San Francisco FC en el Estadio Rommel Fernández en donde fue titular y jugó todo el partido. En la LPF Clausura 2015 jugó 14 partidos y le encajaron 13 goles en donde llegaron hasta las semifinales cayendo eliminado por el CA Independiente en un global de 3 a 2. En la LPF Apertura 2015 jugó 15 partidos, anotó 1 gol y le encajaron 20 goles quedando en la quinta posición. En la LPF Clausura 2016 jugó 10 partidos y le encajaron 11 goles quedando en la octava posición. En la LPF Apertura 2016 jugó 16 partidos y le encajaron 20 goles quedando nuevamente en la octava posición.

### Tauro FC
El 22 de diciembre de 2016 fue anunciado como nuevo jugador del Tauro FC. Debutó con el club el 21 de enero de 2017 en el empate 1 a 1 contra el CD Plaza Amador en el Estadio Maracaná de Panamá; fue titular y jugó todo el partido. Salió campeón de la LPF Clausura 2017 en donde ganaron la final 1 a 0 contra el CD Árabe Unido en el Estadio Rommel Fernández en donde fue titular y jugó todo el partido. En el torneo jugó 10 partidos y le encajaron 7 goles. En la LPF Apertura 2017 jugó 14 partidos y le encajaron 9 goles; llegaron hasta las semifinales quedando eliminados contra el Chorrillo FC en un global de 1 a 2. En la Liga de Campeones de la Concacaf 2018 estuvo en la banca en 4 partidos en donde fueron eliminados en los cuartos de final ante el Club América en un global de 1 a 7. Fue subcampeón de la LPF Clausura 2018 en donde perdió la final 1 a 0 contra el CA Independiente en el Estadio Rommel Fernández en donde fue suplente; en el torneo jugó 8 partidos y le encajaron 11 goles. En la Liga Concacaf 2018 jugó 2 partidos y le encajaron 3 goles; cayeron eliminados en las semifinales contra el Fútbol Club Motagua en un global de 3 a 2. Salió campeón del Torneo Apertura 2018 en donde le ganaron la final 1 a 2 en los tiempos extras contra el Costa del Este FC en el Estadio Rommel Fernández en donde fue titular y jugó todo el partido; en el torneo jugó 14 partidos y le encajaron 8 goles. En el Torneo Clausura 2019 jugó 18 partidos y le encajaron 19 goles; llegaron hasta las semifinales siendo eliminados por el San Francisco FC en un global de 2 a 1. Salió Campeón del Torneo Apertura 2019 en donde le ganaron la final 0 a 2 al Costa del Este FC en el Estadio Rommel Fernández en donde fue titular y jugó todo el partido; en el torneo jugó 14 partidos y le encajaron 10 goles. Estuvo en el club hasta el 15 de enero de 2020.

### Boluspor
El 17 de enero de 2020 fue anunciado como nuevo jugador del Boluspor. Debutó con el club el 16 de enero de 2020 en el empate 2 a 2 contra el Adana Demirspor en el Estadio Adana 5 Ocak; fue titular y jugó todo el partido. En la TFF Segunda División 2019-20 jugó 16 partidos y le encajaron 16 goles; quedaron en la decimoquinta posición evitando el descenso. En la  TFF Segunda División 2020-21 jugó 16 partidos y le encajaron 18 goles quedando en la décima segunda posición. Estuvo en el club hasta el 27 de julio de 2021.

### Always Ready
El 28 de julio de 2021 fue anunciado como nuevo jugador del Always Ready. Debutó con el club el 4 de agosto de 2021 en la victoria 5 a 1 contra el Blooming en el Estadio Municipal de El Alto; fue titular y jugó todo el partido. Fue subcampeón de la Primera División de Bolivia 2021 en donde jugó 19 partidos y le encajaron 16 goles. Estuvo en el club hasta el 9 de marzo de 2022.

### Carabobo FC
El 10 de marzo de 2022 fue anunciado como nuevo jugador del Carabobo FC. Debutó con el club el 17 de marzo de 2022 en la victoria 3 a 1 contra los Mineros de Guayana en el Polideportivo Misael Delgado; fue titular y jugó todo el partido. En la Primera División de Venezuela 2022 jugó 29 partidos, encajó 27 goles- Quedó en tercera posición en la Fase Final Libertadores, clasificándose a la Fase 2 de la Copa Libertadores. Estuvo con el club hasta final del 2022.

### Monagas SC
El 21 de febrero de 2023 fue anunciado como nuevo jugador del Monagas SC. Bebutó el 24 de febrero de 2023 en la victoria 1 a 0 contra el Angostura FC en el Estadio Ricardo Tulio Maya; fue titular y jugó todo el partido. En la Primera División de Venezuela 2023 jugó 17 partidos y recibió 20 goles; quedaron undécimos. En la Copa Libertadores 2023 jugó 5 partidos y encajó 4 goles; fueron eliminados en las fase de grupos.

### Maccabi Tel Aviv FC
El 9 de septiembre de 2023 fue anunciado como nuevo jugador del Maccabi Tel Aviv FC. Debutó con el club el 10 de noviembre de 2023 en la victoria 3 a 1 contra el FC Zarya Lugansk en partido de la Liga Europa Conferencia de la UEFA 2023-24, en el que salió de titular. En la Liga Europa Conferencia de la UEFA 2023-24, jugó 4 partidos y le encajaron 5 goles quedando eliminado el 14 de marzo de 2024 en los octavos de final. Fue campeón de la Liga Premier de Israel 2023-24 en la que jugó 9 partidos, encajó 6 goles y dejó 3 partidos con la portería en cero. En la Copa de Israel 2023-24 estuvo en el banca en tres partidos. En la Copa Toto Ligat Al estuvo en la banca un partido. El 5 de junio de 2024 fue anunciada su salida del club.

### Al-Fayha FC
El 26 de agosto de 2024 fue anunciado como nuevo jugador del Al-Fayha FC en donde firmó un contrato por un año con la opción de renovar por otro año más.

## Selección nacional

### Categorías inferiores
Fue convocado por la selección sub-23 de Panamá para disputar el Preolímpico de Concacaf de 2015. Estuvo en la banca en 3 partidos y fueron eliminados en la fase de grupos.

### Selección absoluta
Debutó con la selección de Panamá el 13 de noviembre de 2020 el partido amistoso contra la selección de Japón en Graz. En la Copa de Oro de la Concacaf 2017 estuvo en la banca en 4 partidos en donde fueron eliminados en los cuartos de final 1 a 0 contra selección de Costa Rica en el Lincoln Financial Field. En la Copa de Oro de la Concacaf 2019 nuevamente estuvo en la banca en 4 partidos, esta vez siendo eliminados en los cuartos de final 1 a 0 contra la selección de Jamaica en el Lincoln Financial Field. Días después disputó el partido contra la Selección de Estados Unidos en Wiener Neustadt en la gira europea por Austria. Inició como titular la Clasificación a la Copa Mundial de 2022, jugando los partidos contra las selecciones de Barbados y Dominica en la burbuja disputada en Santo Domingo, República Dominicana, en dicha eliminatoria estuvo en la banca en las fase final quedando eliminados en la octogonal final quedando en la quinta posición a un paso del repechaje. En la Liga de Naciones de la Concacaf 2022-23 jugó 2 partidos en donde le encajaron 2 goles, quedando en el cuarto lugar en donde fueron derrotados (0-1) contra México en el Allegiant Stadium; estuvo en la banca. Fue subcampeón de la Copa de Oro de la Concacaf 2023 en donde perdieron la final 1 a 0 contra la selección de México en el SoFi Stadium; fue titular y jugó todo el partido. En dicha copa jugó 6 partidos y le encajaron 6 goles. En la Liga de Naciones de la Concacaf 2023-24 jugó 6 partidos y recibió 6 goles. Quedaron en el cuarto lugar en donde perdieron 0 a 1 contra la selección de Jamaica en el AT&T Stadium; fue titular y jugó todo el partido. En la Copa América 2024 jugó 4 partidos en donde le encajaron 10 goles y fueron eliminados en los cuartos de final en donde perdieron 5 a 0 contra Colombia en el State Farm Stadium: fue titular y jugó todo el partido.

### Participaciones en selección nacional
| Copa                     | Sede                  | Resultado        | Partidos |
| ------------------------ | --------------------- | ---------------- | -------- |
| Preolímpico 2015         | Estados Unidos        | Fase de grupos   | 0        |
| Copa oro 2017            | Estados Unidos        | Cuartos de final | 0        |
| Copa oro 2019            | Estados Unidos        | Cuartos de final | 2        |
| Liga de Naciones 2022-23 | Concacaf              | Cuarto lugar     | 3        |
| Copa Oro 2023            | Estados Unidos Canadá | Subcampeón       | 6        |
| Liga de Naciones 2023-24 | Concacaf              | Cuarto lugar     | 5        |
| Copa América 2024        | Estados Unidos        | Cuartos de final | 4        |
| Liga de Naciones 2024-25 | Concacaf              | Subcampeón       | 4        |

## Clubes
| Club                   | País           | Año           |
| ---------------------- | -------------- | ------------- |
| Sporting San Miguelito | Panamá         | 2013-2016     |
| Tauro FC               | Panamá         | 2017-2020     |
| Boluspor               | Turquía        | 2020-2021     |
| Always Ready           | Bolivia        | 2021          |
| Carabobo FC            | Venezuela      | 2022          |
| Monagas SC             | Venezuela      | 2023          |
| Maccabi Tel Aviv FC    | Israel         | 2023-2024     |
| Al-Fayha FC            | Arabia Saudita | 2024-presente |

## Palmarés

### Campeonatos nacionales
| Título           | Club                | País   | Año     |
| ---------------- | ------------------- | ------ | ------- |
| Primera División | Sporting SM         | Panamá | 2013-C  |
| Primera División | Tauro FC            | Panamá | 2017-C  |
| Primera División | Tauro FC            | Panamá | 2018-A  |
| Primera División | Tauro FC            | Panamá | 2019-A  |
| Liga Premier     | Maccabi Tel Aviv FC | Israel | 2023-24 |